# Gran Pajatén
El Gran Pajatén es un complejo arqueológico de la cultura Chachapoyas que se ubicada en los bosques nublosos en la selva alta del Perú, a 2850 m.s.n.m.. Administrativamente se halla en el distrito de Huicungo, ubicado en la provincia de Mariscal Cáceres en el departamento de San Martín.
El complejo arqueológico se encuentra en una colina sobre una angosta meseta del Parque nacional del Río Abiseo, en la frontera del departamento de La Libertad y el departamento de San Martín, en la confluencia de los ríos Marañón y Huallaga, fue establecido en 1983. El parque fue designado por la UNESCO como Patrimonio de la Humanidad en 1990, y el Sitio Cultural en 1992, con el fin de proteger las ruinas muy frágiles en peligro de extinción y el medio ambiente. La zona arqueológica y el parque nacional en la actualidad no se puede visitar sin permiso del Ministerio de Agricultura y el Ministerio de Cultura. El año 2014 fue incluido en la lista de "World Monuments Watch".

## Moneda alusiva
El Banco Central de Reserva del Perú puso en circulación a partir del miércoles 23 de noviembre de 2011 las nuevas monedas de 1 sol alusivas al Gran Pajatén, la séptima de la Serie numismática Riqueza y orgullo del Perú

## Descripción
El Gran Pajatén fue descubierto por el juanjuino "Eduardo Peña Meza", cuando buscaba una vía de salida entre la selva y la costa, Llegó al complejo del Gran Pajatén, desde ese hallazgo comunicó a diferentes autoridades y así se supo en Juanjui,  Trujillo, Lima, la   existencia de esas ciudadela llamada Pajaten,  en  honor a  este descubrimiento, el 5 de diciembre de 1932, Eduardo Peña Meza es incorporado como socio correspondiente de la Sociedad Geográfica de Lima.
En 1985, un equipo dirigido por el departamento de antropología de la Universidad de Colorado comenzó un importante proyecto de investigación en el Gran Pajatén y sus alrededores en el parque nacional Río Abiseo. La expedición tuvo mucha publicidad que condujo a nuevos debates de la apertura del sitio al turismo. Una expedición televisiva peruana en 1990, despejó nuevamente la vegetación protectora del sitio y dañó más las ruinas. Actualmente, existen planes para la construcción de varias carreteras y la infraestructura turística en la región pero tampoco se han aplicado debido a la fragilidad de las ruinas, y el alto costo de la conservación del sitio y reducir al mínimo los impactos turísticos en su integridad arqueológica y el contexto ambiental.

## Historia
El Gran Pajatén fue descubierto por el juanjuino "Eduardo Peña Meza", cuando buscaba una vía de salida entre la selva y la costa, Llegó al complejo del Gran Pajatén, desde ese hallazgo comunicó a diferentes autoridades y así se supo en Juanjui,  Trujillo, Lima, la   existencia de esas ciudadela llamada Pajatén,  en  honor a  este descubrimiento, el 5 de diciembre de 1932, Eduardo Peña Meza es incorporado como socio correspondiente de la Sociedad Geográfica de Lima.
En 1985, un equipo dirigido por el departamento de antropología de la Universidad de Colorado comenzó un importante proyecto de investigación en el Gran Pajatén y sus alrededores en el Parque nacional del Río Abiseo. La expedición tuvo mucha publicidad que condujo a nuevos debates de la apertura del sitio al turismo. Una expedición televisiva peruana en 1990, despejó nuevamente la vegetación protectora del sitio y dañó más las ruinas. Actualmente, existen planes para la construcción de varias carreteras y la infraestructura turística en la región pero tampoco se han aplicado debido a la fragilidad de las ruinas, y el alto costo de la conservación del sitio y reducir al mínimo los impactos turísticos en su integridad arqueológica y el contexto ambiental.

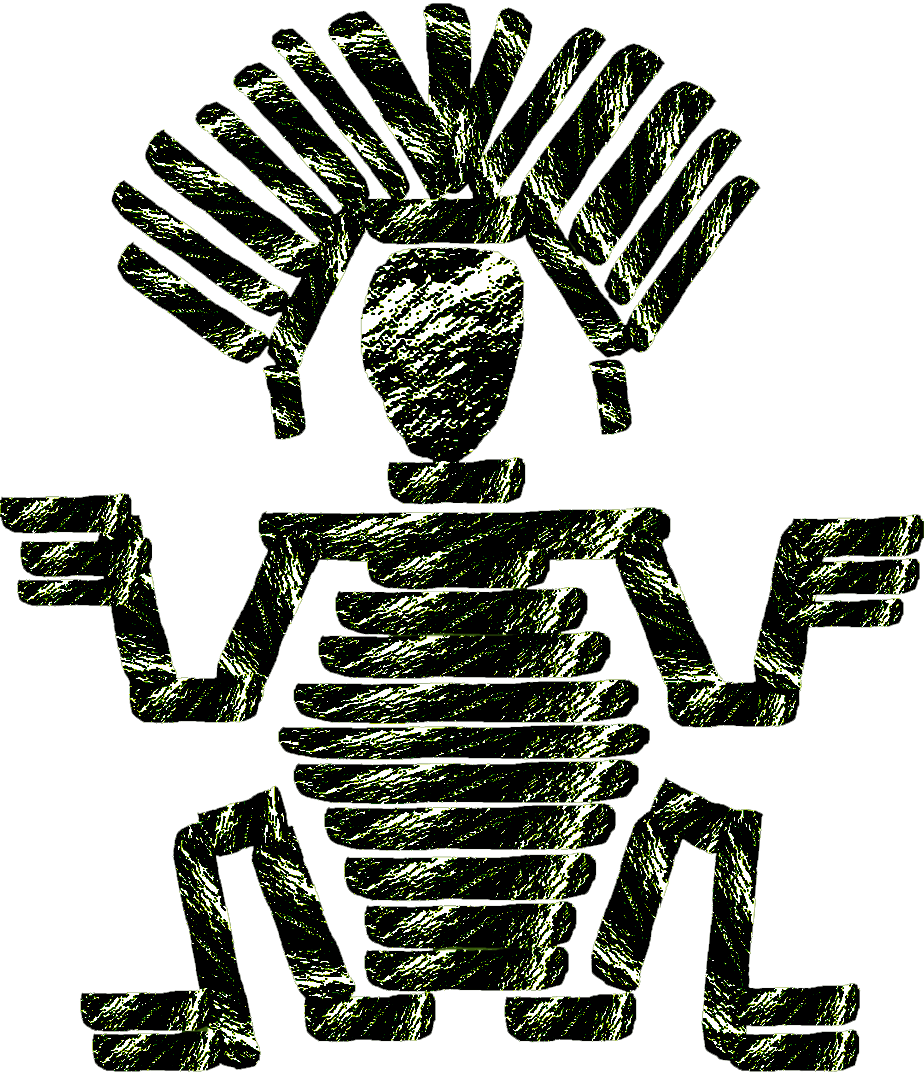
juanjui